# ملولش
ملولش إحدى مدن الجمهورية التونسية، تقع في ولاية المهدية. وفي عام 2004 كان عدد سكانها 6411 نسمة.
من ابرز المناطق المحاطة بها : العرقوب و الهود و المنصورة.

## مقالات ذات صلة
- ولاية المهدية